# Даничићево четворојеванђеље
Даничићево четворојеванђеље или друго београдско четворојеванђеље представља копију Никољског четворојеванђеља из XIV века.
Јеванђеље је писано на пергаменту крајем XIV века. Иако представља копију Никољског четворојеванђеља, са њим се не слаже у потпуности.
Рукопис је чуван у Народној библиотеци у Београду под бројем 92, али је изгорео приликом бомбардовања Београда 6. априла 1941. године.
По орнаменталним мотивима сродан је Никољском четворојеванђељу, илуминација Даничићевог четворојеванђеља се разликује само стилизацијом.